# Châtelard (Francja)
Châtelard – miejscowość i gmina we Francji, w regionie Nowa Akwitania, w departamencie Creuse.
Według danych na rok 1990 gminę zamieszkiwało 35 osób, a gęstość zaludnienia wynosiła 14 osób/km² (wśród 747 gmin Limousin Châtelard plasuje się na 543. miejscu pod względem liczby ludności, natomiast pod względem powierzchni na miejscu 663.).

## Populacja

Populacja Châtelard w latach 1962–2008